# Canada op de Olympische Winterspelen 1952
Tijdens de Olympische Winterspelen van 1952, die in Oslo (Noorwegen) werden gehouden, nam Canada voor de zesde keer deel.

## Medailleoverzicht
| Sport     | Olympiër       | Discipline | Medaille |
| --------- | -------------- | ---------- | -------- |
| IJshockey | Olympisch team | mannen     | Goud     |
| Schaatsen | Gordon Audley  | 500m (m)   | Brons    |

## Deelnemers en resultaten

### Alpineskiën
| Olympiër            | Discipline       | Resultaat | Prestatie                              |
| ------------------- | ---------------- | --------- | -------------------------------------- |
| André Bertrand      | afdaling (m)     | 41e       | 2.56,0 (+25,2)                         |
| André Bertrand      | reuzenslalom (m) | 36e       | 2.49,3 (+24,3)                         |
| André Bertrand      | slalom (m)       | 25e       | 2.13,2 (+13,2) 1.07,0+1.06,2           |
| John Griffin        | afdaling (m)     | 32e       | 2.52,2 (+21,4)                         |
| John Griffin        | reuzenslalom (m) | 37e       | 2.49,9 (+24,9)                         |
| John Griffin        | slalom (m)       | r1: 34e   | 2e run niet startgerechtigd 1.07,2+dns |
| George Merry        | slalom (m)       | r1: 41e   | 2e run niet startgerechtigd 1.09,4+dns |
| Gordon Morrison     | afdaling (m)     | 31e       | 2.51,1 (+20,3)                         |
| Gordon Morrison     | reuzenslalom (m) | 46e       | 2.54,2 (+29,2)                         |
| Robert Richardson   | afdaling (m)     | 18e       | 2.43,2 (+12,4)                         |
| Robert Richardson   | reuzenslalom (m) | 34e       | 2.48,2 (+23,2)                         |
| Robert Richardson   | slalom (m)       | 26e       | 2.13,8 (+13,8) 1.06,8+1.07,0           |
|                     |                  |           |                                        |
| Joanne Hewson       | afdaling (v)     | 8e        | 1.51,3 (+4,2)                          |
| Joanne Hewson       | reuzenslalom (v) | 30e       | 2.23,9 (+17,1)                         |
| Joanne Hewson       | slalom (v)       | 13e       | 2.19,9 (+9,3) 1.09,2+1.10,7            |
| Rosemarie Schutz    | afdaling (v)     | 14e       | 1.54,6 (+7,5)                          |
| Rosemarie Schutz    | reuzenslalom (v) | 23e       | 2.19,7 (+12,9)                         |
| Rosemarie Schutz    | slalom (v)       | 37e       | 3.08,9 (+58,3) 1.56,7+1.12,2           |
| Lucille Wheeler     | afdaling (v)     | 27e       | 1.59,7 (+12,6)                         |
| Lucille Wheeler     | reuzenslalom (v) | 27e       | 2.22,2 (+15,4)                         |
| Lucille Wheeler     | slalom (v)       | 26e       | 2.28,4 (+17,8) 1.12,2+1.16,2           |
| Rhoda Wurtele-Eaves | afdaling (v)     | 20e       | 1.56,4 (+9,3)                          |
| Rhoda Wurtele-Eaves | reuzenslalom (v) | 9e        | 2.14,0 (+7,2)                          |
| Rhoda Wurtele-Eaves | slalom (v)       | 19e       | 2.21,9 (+11,3) 1.12,0+1.09,9           |

### Kunstrijden
| Olympiër                    | Discipline | Resultaat | Prestatie                 |
| --------------------------- | ---------- | --------- | ------------------------- |
| Peter Firstbrook            | mannen     | 5e        | pc. 43,0; 173,122 punten  |
| Suzi Morrow                 | vrouwen    | 6e        | pc. 56,0; 149,330 punten  |
| Marlene Smith               | vrouwen    | 9e        | pc. 92,0; 143,289 punten  |
| Vera Smith                  | vrouwen    | 13e       | pc. 117,0; 138,222 punten |
| Frances Dafoe Norris Bowden | paarrijden | 5e        | pc. 48,0; 94,400 punten   |

### Langlaufen
| Olympiër             | Discipline | Resultaat | Prestatie        |
| -------------------- | ---------- | --------- | ---------------- |
| Claude Lavoie Richer | 18 km (m)  | 52e       | 1:13.17 (+11.43) |
| Jacques Carbonneau   | 18 km (m)  | 70e       | 1:17.37 (+16.03) |

### Schaatsen
| Olympiër      | Discipline   | Resultaat | Prestatie         |
| ------------- | ------------ | --------- | ----------------- |
| Gordon Audley | 500 m (m)    | Brons     | 44,0 (+0,8)       |
| Craig Mackay  | 500 m (m)    | 15e       | 44,9 (+1,7)       |
| Craig Mackay  | 1500 m (m)   | 16e       | 2.25,0 (+4,6)     |
| Craig Mackay  | 5000 m (m)   | 23e       | 8.52,5 (+41,9)    |
| Craig Mackay  | 10.000 m (m) | 24e       | 18.27,4 (+1.41,6) |
| Ralf Olin     | 500 m (m)    | 30e       | 46,5 (+3,3)       |
| Ralf Olin     | 1500 m (m)   | 29e       | 2.29,3 (+8,9)     |
| Ralf Olin     | 5000 m (m)   | 25e       | 8.54,2 (+43,6)    |
| Ralf Olin     | 10.000 m (m) | 21e       | 18.22,8 (+1.37,0) |
| Frank Stack   | 500 m (m)    | 12e       | 44,8 (+1,6)       |

### Schansspringen
| Olympiër         | Discipline | Resultaat | Prestatie                  |
| ---------------- | ---------- | --------- | -------------------------- |
| Jacques Charland | mannen     | 25e       | 190,0 punten (62,5+61,0 m) |
| Lucien Laferte   | mannen     | 41e       | 162,5 punten (61,0+59,5 m) |

### IJshockey
| Olympiër | Discipline | Resultaat | Prestatie |
| --- | ---------- | --------- | --- |
| Ralph Hansch Eric Paterson George Abel John Davies Billie Dawe Bruce Dickson Don Gauf Billy Gibson Bob Meyers David Miller Tom Pollock Gordie Robertson Al Purvis Louis Secco Francis Sullivan Bob Watt | mannen     | Goud      | toernooi: 15 - 1 Canada - Duitsland 13 - 3 Canada - Finland 11 - 0 Canada - Polen 4 - 1 Canada - Tsjecho-Slowakije 11 - 2 Canada - Zwitserland 3 - 2 Canada - Zweden 11 - 2 Canada - Noorwegen 3 - 3 Canada - Verenigde Staten |

Argentinië · Australië · België · Bulgarije · Canada · Chili · Denemarken · Duitsland · Finland · Frankrijk · Griekenland · Groot-Brittannië · Hongarije · IJsland · Italië · Japan · Joegoslavië · Libanon · Nederland · Nieuw-Zeeland · Noorwegen · Oostenrijk · Polen · Portugal · Roemenië · Spanje · Tsjecho-Slowakije · Verenigde Staten · Zweden · Zwitserland